# Gerrit Cornelisz. van Santen

Het beleg van Schenckenschans door prins Frederik Hendrik. (Gerrit van Santen, ca. 1645) Bestemd voor de nieuwe galerij die Frederik Hendrik ca. 1642 in het kasteel te Buren had laten aanleggen

Gerrit Cornelisz. van Santen (Delft, 1591/1611 - Den Haag, na 1687) was een Noord-Nederlands schilder, vooral van militaire voorstellingen, actief in de zeventiende eeuw. 
In 1629 vestigde hij zich in Den Haag, waar hij werd ingeschreven bij het Sint-Lucasgilde. Tot 1644 werkte hij daar als kunstschilder. In de periode 1644–1646 verbleef hij in Buren, waar hij in dienst stond van prins Frederik Hendrik van Oranje. In 1647 schilderde hij voor diens galerij negen schilderijen met voorstellingen van veldslagen. Na zijn verblijf in Buren keerde hij terug naar Den Haag, waar hij tot zeker 1687 actief bleef. Over zijn laatste levensjaren en het exacte tijdstip van zijn overlijden is niets bekend.
Van Santen trouwde tweemaal, eerst met Trijntgen Gijllekens, daarna met Anna van der Ley. 
Zijn zus Wilhelmina was getrouwd met de landschapsschilder Dirck Verhaert
Mogelijk is Gerrit dezelfde persoon als de toneelschrijver Gerrit van Santen.
- Biografisch Portaal: 57963154
- RKD-Nederlands Instituut voor Kunstgeschiedenis: 69694
- Union List of Artist Names: 500017093
- Virtual International Authority File: 95786090